# Paspalum hatschbachii
Paspalum hatschbachii är en gräsart som beskrevs av Fernando Omar Zuloaga och Osvaldo Morrone. Paspalum hatschbachii ingår i släktet tvillinghirser, och familjen gräs. Inga underarter finns listade i Catalogue of Life.